# Shreela Flather
Shreela Flather (Lahore, 13 de febrero de 1934-6 de febrero de 2024) fue una maestra, abogada y política británica.

## Biografía
Hija de Krishna Rai y Rai Bahadur Aftab Rai. Estudió en la Universidad de Londres. Perteneciente al Partido Conservador, fue miembro de la Cámara de los Lores desde 1990.
Fue asociada honoraria de la Sociedad Nacional Secular.

## Libros
- 2010, Woman: acceptable exploitation for profit (ISBN 978-184995-002-2)